# Muricopsis principensis
Muricopsis principensis es una especie de molusco gasterópodo de la familia Muricidae en el orden de los Neogastropoda.

## Distribución geográfica
Es endémica de la isla de Príncipe (Santo Tomé y Príncipe).